# Kyynäröinen
Kyynäröinen este o arie protejată (arie de protecție specială avifaunistică — SPA) din Finlanda întinsă pe o suprafață de 62 ha, integral pe uscat.

## Localizare
Centrul sitului Kyynäröinen este situat la coordonatele 60°47′40″N 24°16′19″E / 60.7944°N 24.2719°E.

## Înființare
Situl Kyynäröinen a fost declarat arie de protecție specială avifaunistică în august 1998 pentru a proteja 19 specii de animale.

## Biodiversitate
Situată în ecoregiunea boreală, aria protejată nu include niciun habitat protejat.
La baza desemnării sitului se află mai multe specii protejate de  păsări (19): rață sulițar (Anas acuta), rață-cu-cap-castaniu (Aythya ferina), rața moțată (Aythya fuligula), buhai de baltă (Botaurus stellaris), bătăuș (Calidris pugnax), erete de stuf (Circus aeruginosus), lebădă de iarnă (Cygnus cygnus), vânturel roșu (Falco tinnunculus), cocor (Grus grus), Hydrocoloeus minutus, sfrâncioc roșiatic (Lanius collurio), pescăruș râzător (Larus ridibundus), vultur pescar (Pandion haliaetus), corcodel-cu-gât-roșu (Podiceps grisegena), cresteț pestriț (Porzana porzana), Spatula clypeata, rață cârâitoare (Spatula querquedula), chiră de baltă (Sterna hirundo), fluierar de mlaștină (Tringa glareola).
Pe lângă speciile protejate, pe teritoriul sitului au mai fost identificate 15 specii de păsări, 1 specie de nevertebrate.